# Дикки, Дэвид Алан
Дэвид Алан Дикки (англ. David Alan Dickey; род. 22 декабря 1945, Огайо) — американский экономист, соавтор теста Дикки — Фуллера.

## Биография
Дэвид родился 22 декабря 1945 года.
Образование получил в Университете Майами (Огайо), где получил степень бакалавра (B.A.) по математике в 1967 году и степень магистра (M.S.) по математике в 1969 году. В 1976 году был удостоен степени доктора философии на факультете статистики Университета штата Айова.
Свою преподавательскую деятельность начал в должности преподавателя математики Университета Майами (Огайо) в 1968—1969 годах, затем был преподавателем Колледжа Вильгельма и Марии в Вирджинии в 1969—1971 годах, преподавателем Колледжа Рэндольфа Мейкона в 1971—1972 годах.
В настоящее время является профессором факультета статистики с 1976 года в Университета штата Северная Каролина, профессором Института передовой аналитики Университета штата Северная Каролина с 2007 года.
Являлся сотрудником отдела исследований операций материально-технического обеспечения ВВС летом 1968 года, членом почетных обществ: Фи-Каппа-Фи, Сигма-Си, Му Сигма-Ро, Пи Му Эпсилон (математика), Каппа Фи Каппа (образование), Пхи Му Альфа (музыка).

## Награды
За свои достижения был неоднократно награждён:
- 1976 — премия Снедекор[англ.] как «выдающийся аспирант по статистике Университета штата Айова»;
- 2020 — Clarivate Citation Laureates.